# Carl Meldahl
Carl Eduard Meldahl (2. marts 1835 i København – 14. juni 1926 på Frederiksberg) var en dansk officer og kartograf, bror til Ferdinand Meldahl.

## 2. Slesvigske Krig
Meldahl var søn af jernstøber Heinrich Meldahl. Han blev landkadet 1848 og afgik fra akademiet som sekondløjtnant ved 4. infanteribataljon med aldersorden fra 1852. Han gennemgik derefter Den kongelige militære Højskole 1855-59, blev da ansat ved den topografiske afdeling, var til tjeneste ved de forskellige våben og blev endelig ansat ved den topografiske afdeling i 1862. Ved mobiliseringen 1863 blev han først ansat ved 2. divisions stab, men kom efter at være blevet kaptajn i Generalstaben til overkommandoen, så at han var med ved Dannevirke, ved Dybbøls forsvar og i slaget 18. april. Fra 21. april samme år ansattes han som souschef ved 1. division og havde som sådan megen andel i forsvaret af Als, ligesom han var med i kampen 29. juni. Samme år blev han Ridder af Dannebrog.

## Virke som kartograf
Efter krigen var han en kort tid ansat i Krigsministeriet, men gjorde derefter tjeneste indtil 1874 ved den topografiske afdeling, ligesom han også i 1866 og fra 1867-71 var ansat ved den danske gradmåling. Her udmærkede han sig navnlig som fortrinlig måler, og den nøjagtighed, hvormed han triangulerede Jylland, er ligefrem forbavsende. Fra 1874-79 var han til tjeneste ved 14. bataljon, blev dernæst oberst og chef for 8. bataljon og kommanderedes som sådan i 1880 til en troppesamling i Frankrig. Fra 1885-88 var han stabschef ved 2. generalkommando og blev dernæst chef for 8. regiment, i 1890 generalmajor og chef for 2. sjællandske brigade samt i 1895 generalinspektør for fodfolket. 1901 blev han generalløjtnant og chef for 2. generalkommando, hvorfra han fik afsked 1905. Han blev Dannebrogsmand 1871, Kommandør af 2. grad 1887, af 1. grad 1893 og modtog Storkorset 1902. Han var også Æreslegionen og den svenske Sværdorden.
Ved siden af denne virksomhed var Meldahl bl.a. medlem af Tjenestereglementskommissionen (1884-85 og 1893), formand i Kommissionen til bedømmelse af det værnepligtige mandskabs tjenstdygtighed og det udskrevne mandskabs fordeling (1893), ligesom han var overkampdommer under de større øvelser på Fyn 1891 og på Sjælland 1895.
For Det statistiske Bureau udarbejdede han populationskortet 1870 (i Statistisk Tabelværk, 3. række, XVIII, 1874) og et hartkornskort over hartkornets fordeling 1872 i Danmark (i samme værk, række, XXXII, 1877). Endelig skrev han i Militært Tidsskrift flere afhandlinger, således forberedelserne til angrebet på England 1803-05, de allieredes indfald i Frankrig 1792 og om luftballonernes anvendelse under krigen. Meldahl indgik 30. oktober 1857 ægteskab med Anine Pouline Hahn, datter af overlæge i hæren Christian Heinrich Carl Hahn.
Der findes fotografer af Rudolph Striegler og Frederikke Eckardt.